# Танычау
Таныча́у (баш. Танысау) — деревня в Учалинском районе Башкортостана России. Относится к Ахуновскому сельсовету. 

## Экономика
Животноводческая ферма в колхозе «Красный партизан», созданная в 50-х годах XX века.

## Население
| 2002 | 2009 | 2010 |
| ---- | ---- | ---- |
| 101  | ↘78  | ↘71  |

Национальный состав
Согласно переписи 2002 года, преобладающие национальности — башкиры (50 %), татары (49 %).

## Географическое положение
Расстояние до:
- районного центра (Учалы): 32 км,
- центра сельсовета (Ахуново): 7 км,
- ближайшей железнодорожной станции (Учалы): 37 км.